# Charles Monck
Charles Stanley Monck (ur. 10 października 1819 w Templemore, Irlandia, zm. 29 listopada 1894 w Enniskerry, Irlandia) – oficjalny tytuł 4th Viscount Monck of Ballytrammon – brytyjski administrator, m.in. gubernator generalny Kanady.
Urzędowanie Moncka przypadło na lata promowanego przez niego rządu koalicyjnego Macdonalda-Baldwina i rodzenia się oraz urzeczywistniania idei Konfederacji Kanady. Po jej zawiązaniu w 1867 Monck został pierwszym gubernatorem generalnym Dominium Kanady, mając znaczny udział w bezproblemowym przeprowadzaniu reform ustrojowych. Pierwsze lata jego urzędowania przebiegały pod znakiem eskalacji napięcia pomiędzy Wielką Brytanią i Stanami Zjednoczonymi. Sytuacja była tak napięta, iż obawiano się wybuchu nowej wojny, której teatrem stałaby się Kanada.
Charles Stanley Monck urodził się w Irlandii. Studiował prawo w Trinity College w Dublinie. W 1844 poślubił Elizabeth Louise Mary, z którą miał siedmioro dzieci. W 1852 został deputowanym do Izby Gmin Parlamentu Brytyjskiego. W latach 1855–1857 był ministrem skarbu w rządzie Parlmenstona.
Monck był pierwszym rezydentem Rideau Hall, oficjalnej rezydencji gubernatorów generalnych Kanady.
Po wypełnieniu swej misji w Kanadzie Charles Stanley Monck powrócił do Irlandii i został Lord Lieutenant of County Dublin (Gubernatorem Hrabstwa Dublin).